# Pseudocorinna rutila
Pseudocorinna rutila là một loài nhện trong họ Corinnidae.
Loài này thuộc chi Pseudocorinna. Pseudocorinna rutila được Eugène Simon miêu tả năm 1910.